# Parafia św. Michała Archanioła w Lyndhurst
Parafia św. Michała Archanioła w Lyndhurst (ang. St. Michael the Archangel Parish) – parafia rzymskokatolicka położona w Lyndhurst w stanie New Jersey w Stanach Zjednoczonych.
Jest ona wieloetniczną parafią w archidiecezji Newark, z mszą św. w j. polskim dla polskich imigrantów.
Ustanowiona w 1912 roku i dedykowana św. Michałowi Archaniołowi.

## Szkoły
- Angel's Academy

## Nabożeństwa w j.polskim
- Niedziela – 10:15